# Billaea africana
Billaea africana är en tvåvingeart som först beskrevs av Villeneuve 1935.  Billaea africana ingår i släktet Billaea och familjen parasitflugor. Inga underarter finns listade i Catalogue of Life.